# Nonverbale Imagemessung
Bei der nonverbalen Imagemessung (NVI) werden visuelle oder manchmal auch akustische Reize zur Messung von Images eingesetzt. Die Auskunftspersonen werden aufgefordert, Marken Bilder oder Musiksequenzen zuzuordnen.
Die verbale Imageforschung erzwingt im Gegensatz die Auskunftspersonen dazu, ihre inneren Vorstellungsbilder anhand einzelner Wortreize beschreiben. Diese werden nachträglich zu einem Gesamtbild zusammengefügt. Durch die dabei auftretenden Schnittstellen kann es zu Übersetzungsproblemen bei der Übermittlung kommen:
1. Der Marktforscher übersetzt visuelle Stimuli in Wortreize, mit denen er seine Studien durchführt.
2. Der Kreative wiederum übersetzt Wortreize in visuelle Stimuli und Bilder.

Diese Übersetzung ist risikoreich, bedingt Fehlermöglichkeiten und erschwert den Prozess der Werbedurchführung.
Vorteile der nonverbalen Imagemessung
- Die Ergebnisse sind besser verständlich und leichter interpretierbar.
- Für den Kreativen ist ein visuelles Briefing möglich.
- Bei multinationalen Studien können Übersetzungsfehler vermieden werden.
- Für die Auskunftspersonen ist das Interview abwechslungsreicher, sie ermüden nicht so stark.

Nachteile der nonverbalen Imagemessung
- Relativ zeitaufwendige und teilweise kostspielige Suche und Herstellung von Bildmaterial
- Relativ junger und hinsichtlich der Vorteile gegenüber der verbalen Imagemessung noch nicht vollkommen untersuchter Messansatz
- Eignung vorwiegend für kognitiv-rational gesteuerte Markenwahl

Am Institut für Werbewissenschaft und Marktforschung der Wirtschaftsuniversität Wien werden nonverbale Verfahren zur Imagemessung eingesetzt. In der Bilderdatenbank des Instituts stehen in etwa 1200 Bilder zur Verfügung. Rund 40 Studien zum Thema Österreichs  Image in der Welt wurden an diesem Institut durchgeführt und die Hypothese, dass Bildreize besser diskriminieren als Wortreize konnte dadurch bestätigt werden. Weitere Ergebnisse, welche aus diesen Studien hervorgingen, waren, dass Bildvorlagen weniger oft zu Gefälligkeitsangaben bzw. sozial erwünschten Antworten führen und dass davon ausgegangen werden kann, dass ein und dasselbe Bild ähnliche Emotionen in grundsätzlich verschiedenen Ländern auslöst.
Praktische Nutzen entsteht durch die Vereinheitlichung aller Export ausgerichteten Werbebemühungen eine Reihe von Vorteilen mit sich bringt, die von Kosteneinsparungseffekten über Botschaftsstandardisierung bis zur konsequenten Schaffung einer World Identity reichen.